# Ray Rennahan
Ray Rennahan (* 1. Mai 1896 in Las Vegas, Nevada; † 19. Mai 1980 in Tarzana, Los Angeles, Kalifornien) war ein US-amerikanischer Kameramann.

## Leben
Sein erster Film als Kameramann war der Western Blood Test aus dem Jahr 1923. Zusammen mit dem Kameramann Ernest Haller gewann er für Vom Winde verweht den Oscar. Den Preis bekam er für seine Farbaufnahmen, die er in seiner Funktion als associate photographer fertigte. Im selben Jahr wurde er zusammen mit Bert Glennon für seine Arbeit an Trommeln am Mohawk für den Oscar nominiert. Für den Film König der Toreros aus dem Jahr 1941 erhielt er zusammen mit seinem Kollegen Ernest Palmer seinen zweiten Oscar. 1955 war der Kurzfilm Strauss Fantasy, bei dem Rennahan an der Kamera stand, ebenfalls für einen Oscar nominiert.
Ab Mitte der 1950er Jahre war Rennahan in erster Linie für das Fernsehen tätig. Er war an mehreren Fernsehserien beteiligt, darunter von 1959 bis 1963 an der Westernserie Am Fuß der blauen Berge. Seine letzte Kameraarbeit stammt aus dem Jahr 1973. Insgesamt war er an mehr als 130 Produktionen beteiligt gewesen.
Bekannte Regisseure, mit denen er mehr als einmal zusammenarbeitete, sind Cecil B. DeMille und Michael Curtiz.
Von 1950 bis 1951 sowie in den Jahren 1965 und 1966 war er Präsident der American Society of Cinematographers.
Seit 1978 befindet sich ein Stern mit Rennahans Namen auf dem Walk of Fame.

## Filmografie (Auswahl)
- 1923: Die Zehn Gebote (The Ten Commandments)
- 1929: Rothaut (Redskin)
- 1930: Der König der Vagabunden (The Vagabond Kind)
- 1930: Der Jazzkönig (King of Jazz)
- 1930: Whoopee!
- 1932: Doktor X (Doctor X)
- 1933: Das Geheimnis des Wachsfigurenkabinetts (Mystery of the Wax Museum)
- 1934: La Cucaracha (Kurzfilm)
- 1935: What, No Men! (Kurzfilm)
- 1935: La Fiesta de Santa Barbara (Kurzfilm)
- 1935: Jahrmarkt der Eitelkeiten (Becky Sharp)
- 1937: Für Sie, Madame … (Vogues of 1938)
- 1938: The Goldwyn Follies Beratertätigkeit für die Technicolor-Kameras
- 1939: Sons of Liberty (Kurzfilm)
- 1939: Trommeln am Mohawk (Drums Along the Mohawk)
- 1939: Vom Winde verweht (Gone with the Wind)
- 1940: The Blue Bird
- 1940: Teddy the Rough Rider (Kurzfilm)
- 1940: Galopp ins Glück (Down Argentine Way)
- 1941: König der Toreros (Blood and Sand)
- 1941: Louisiana Purchase
- 1943: Wem die Stunde schlägt (For Whom the Bell Tolls)
- 1944: Up in Arms
- 1944: Die Träume einer Frau (Lady in the Dark)
- 1944: Belle of the Yukon
- 1945: Incendiary Blonde
- 1946: Duell in der Sonne (Duel in the Sun)
- 1947: Die Unbesiegten (Unconquered)
- 1947: Pauline, laß das Küssen sein (The Perils of Pauline)
- 1947: California
- 1948: Sein Engel mit den zwei Pistolen (The Paleface)
- 1948: Der Todesverächter (Whispering Smith)
- 1949: Ritter Hank, der Schrecken der Tafelrunde (A Connecticut Yankee in King Arthur's Court)
- 1949: Die Todesreiter von Laredo (Streets of Laredo)
- 1950: Hölle am weißen Turm (The White Tower)
- 1951: Am Marterpfahl der Sioux (Warpath)
- 1951: Die silberne Stadt (Silver City)
- 1951: In Rache vereint (The Great Missouri Raid)
- 1952: Die Söhne der drei Musketiere (At Sword's Point)
- 1952: Herrin der Gesetzlosen (Hurricane Smith)
- 1952: Terror am Rio Grande (Denver and Rio Grande)
- 1952: Die roten Teufel von Arizona (Flaming Feather)
- 1953: Pony-Express (Pony Express)
- 1953: Die Bestie der Wildnis (Arrowhead)
- 1955: Die Stadt der toten Seelen (Rage at Dawn)
- 1956: Die 7. Kavallerie (7th Cavalry)
- 1957: Das Fort der mutigen Frauen (The Guns of Fort Petticoat)
- 1959–1963: Am Fuß der blauen Berge (Laramie, Fernsehserie)
- 1968: Colombo: Mord nach Rezept (Prescription: Murder, Fernsehfilm)